# 拳霸2
《拳霸2》是一部2008年上映的泰國電影。托尼·贾导演兼主演。

## 外部連結
- 開眼電影網上《拳霸2》的資料（繁體中文）
- 豆瓣电影上《拳霸2》的資料 （简体中文）
- 时光网上《拳霸2》的資料（简体中文）
- AllMovie上《拳霸2》的资料（英文）
- 爛番茄上《拳霸2》的資料（英文）
- Box Office Mojo上《拳霸2》的資料（英文）
- TCM电影资料库上《拳霸2》的资料（英文）
- Metacritic上《拳霸2》的資料（英文）
- 互联网电影数据库（IMDb）上《拳霸2》的资料（英文）